# 格利鎮區 (明尼蘇達州波爾克縣)
格利鎮區（英語：Gully Township）是位於美國明尼蘇達州波爾克縣的一個行政鎮區。

## 地方資料
格利鎮區的面積為89.69平方千米，當中陸地面積為89.67平方千米，而水域面積為0.02平方千米。根據2020年美國人口普查的數據，當地共有人口136人，而人口密度為每平方千米1.52人。